# 托奧環礁

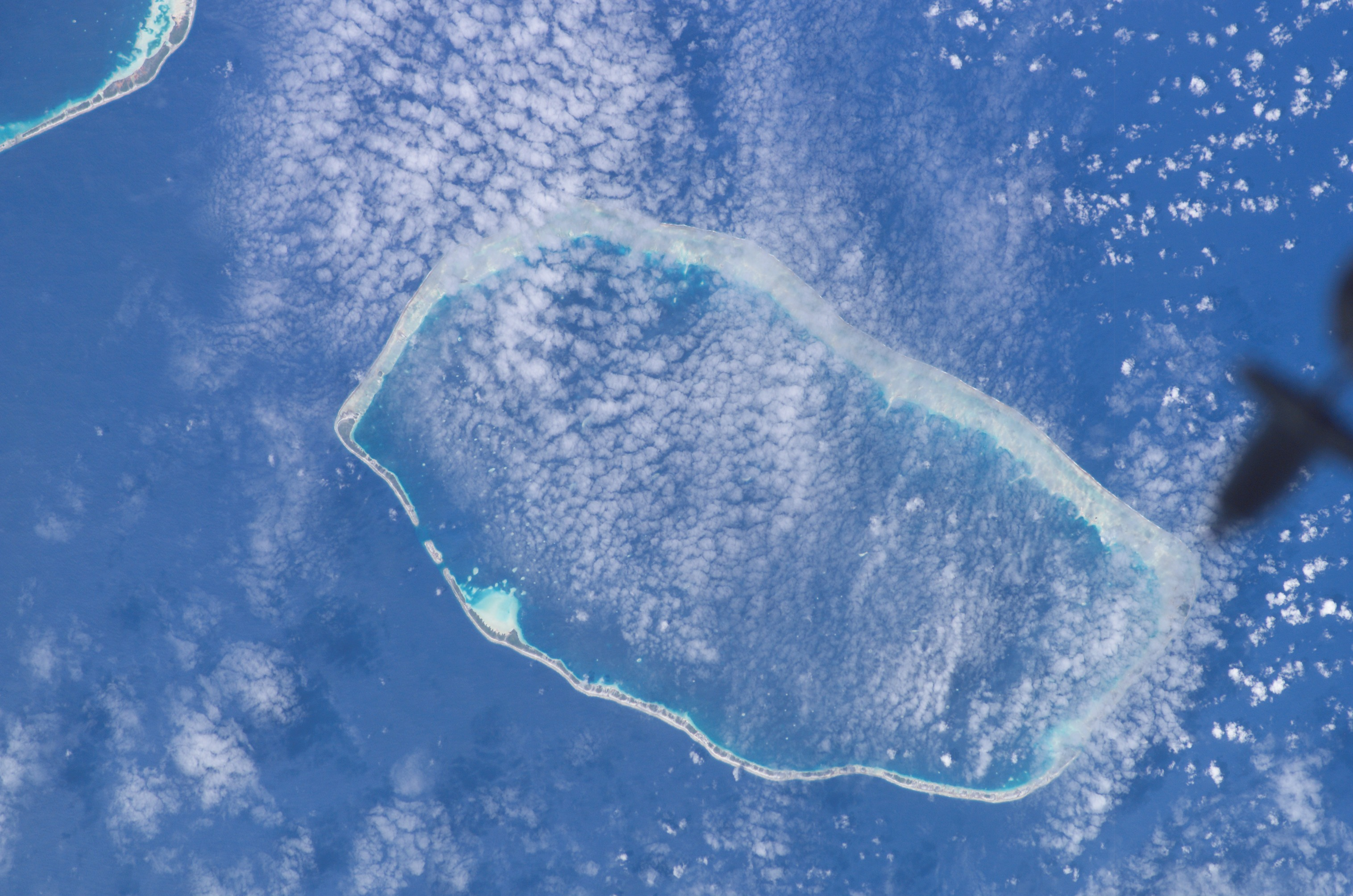

托奧環礁（Toau），又称帕库里亚环礁（Pakuria）、塔哈阿蒂蒂环礁（Taha-a-titi），是南太平洋法屬波利尼西亞的環礁，屬於土阿莫土群島和帕利瑟群島，位於法卡拉瓦環礁西北面14公里，由法卡拉瓦市镇管辖，長35公里、寬18公里，土地面積12平方公里，潟湖面積561平方公里。

## 外部連結
- （页面存档备份，存于）
- Pictures
- Island names （页面存档备份，存于）
- Atoll list (in French)

15°49′S 146°00′W / 15.817°S 146.000°W